# Julius Melzer
Julius Melzer, född den 11 juni 1878 i dåvarande Stolp, Tyskland (nuvarande Słupsk, Polen), död den 20 december 1934 i São Paulo, Brasilien, var en tysk-brasiliansk entomolog som var specialiserad på långhorningar i Sydamerika.
Auktorsnamnet Melzer kan användas för Julius Melzer i samband med ett vetenskapligt namn inom zoologin; se Wikipedia-artiklar som länkar till auktorsnamnet.